# 栃木山守也

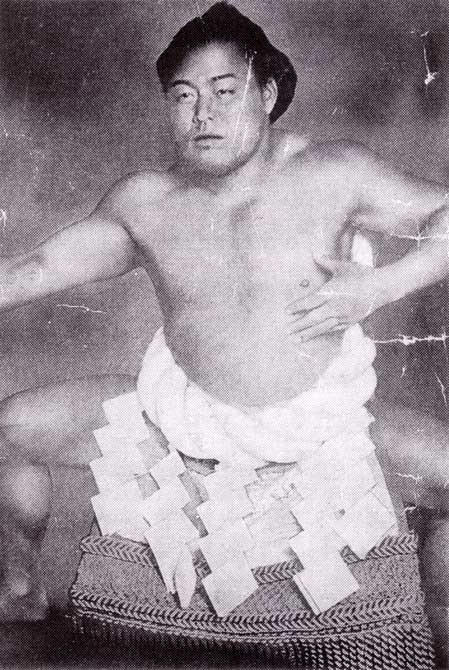

栃木山守也（日语：／ Tochigiyama Moriya，1892年2月5日—1959年10月3日），本名中田守也，日本栃木縣下都賀郡赤麻村（現在栃木縣栃木市藤岡町赤麻）出身的前大相撲力士。第27代横綱。他身高172cm，重104公斤，是歷代橫綱中體重最輕的。

## 早年生涯
栃木山守也是當地一個農家的長子，在1911年2月進入相撲，他的教練是前横綱常陸山谷右衛門，因他的體重本不預期他會成功。然而在晉級為幕內級選手的路上只輸了3次，於1915年1月晉級。櫪木山在1916年5月8日的比賽中擊敗了橫綱太刀山峯右衞門，結束他56場連勝(當時他是小結)。
1917年5月，櫪木山被提拔為大關。在他的兩次季賽中，他作為大關而沒有一次失敗，在1918年2月晉升為橫綱。

## 橫綱
櫪木山作為橫綱後第一個錦標賽贏得了三個冠軍。之後他還贏得了以下兩場比賽。他在1917年5月至1919年5月之間取得五個冠軍。
在1925年5月，他突然宣佈引退。在被問及原因時，他只表示想引退。栃木山守也作幕內級選手輸了23次，而他在橫綱級的七年中只輸了8次。他最高的勝率是87.8。另外，作為橫綱的勝率也達到了93.5，是陣幕久五郎、太刀山峯右衞門、谷風梶之助後第4高。

## 引退後
退役後，他被允許離開出羽海部屋，成為春日野部屋的第八任主教練。他是前主教練兼行司木村四郎的養子。櫪木在他的任職期間，培養了橫綱栃錦清隆。
1931年6月，他參加了一次特殊的相撲比賽，令人驚訝的是他擊敗了兩位現役相撲選手玉錦三右衛門和天龍三郎，贏得了冠軍。在現代，退役的力士不能參加任何的相撲比賽。
1952年，為了紀念他60歲生日進行了還曆土俵入儀式，他的實力在退休後幾乎沒有下降。據報導，六十歲的櫪木山很容易就可以拿起一個大的火鉢，這是其他初級力士都不能摋得動的。
他在1959年突然死亡，當時他仍然負責春日野部屋的運作。他的養子栃錦清隆後接手春日野部屋的運作。